# Gualtiero Calboli

Gualtiero Calboli auf dem 13. Colloque Latin Vulgaire Latin Tardif in Budapest 2018

Gualtiero Calboli (* 3. Januar 1932 in Bologna) ist ein italienischer Klassischer Philologe mit dem Schwerpunkt der Latinistik.
Seit 1973 war er ordentlicher Professor für lateinische Sprache und Literatur an der Magister-Fakultät („Lingua e letteratura latina nella Facoltà di magistero“) und seit 1996 an der Fakultät für Literatur und Philosophie („Facoltà di lettere e filosofia“) der Universität Bologna. Heute ist er emeritierter Professor.
Von 1982 bis 2000 war er der Leiter der Abteilung für Klassische Philologie und Mediävistik an derselben Universität. Er ist Mitglied zahlreicher internationaler Akademien: Ehrenmitglied des „International Colloquium on Latin Linguistics“ (ICLL), Mitglied des internationalen Gremiums für Vulgär- und Spätlatein, das er 1985 mitbegründet hat und dessen Ehrenpräsident er ist, der „International Society for the History of Rhetoric“, der „Linguistic Society of America“ und des „Centro di Studi Ciceroniani“. Präsident ist er des „Centro di Studi Varroniani“.
Calboli hat kritische Textausgaben von Marcus Porcius Cato und von Cornificius veröffentlicht. Er war Herausgeber der Reihe „Papers on Grammar“, die von 1980 bis 2008 in 13 Bänden erschienen (zunächst in Bologna bei CLUEB und dann in Rom bei Herder). Seit 2013 ist er zusammen mit Pierluigi Cuzzolin Chefherausgeber des „Journal of Latin Linguistics“, einer im Verlag De Gruyter erscheinenden internationalen Fachzeitschrift für lateinische Linguistik. Calboli hat mehrere internationale Kongresse in Bologna geleitet und organisiert und anschließend die Kongressakten herausgegeben: 1985 und 2003 das „International Colloquium on Latin Linguistics“ und 1988 das „Colloque Latin Vulgaire – Latin Tardif“. 2004 erhielt er für seine akademischen Verdienste das Ehrendoktorat eines  Dr. honoris causa der Westfälischen Wilhelms-Universität Münster.
Außer zahlreichen Artikeln hat er bisher 7 Bücher veröffentlicht. Neben zwei Textausgaben befindet sich darunter eine Einführung in die Kasussyntax aus der Sicht der modernen Linguistik, die schon 1972 erschienen ist, und eine 1989 zusammen mit G. Moroni veröffentlichte italienische Grammatik.
Unter den zahlreichen Schülern und Schülerinnen, die Calboli hervorgebracht hat, sind vor allem Anna Orlandini (Bologna) und Giovanbattista Galdi (Gent) zu nennen.
Gegenwärtig gilt Calboli als einer der größten Experten der lateinischen Linguistik und ihrer Beziehungen zur heutigen Linguistik, insbesondere zu formalen Ansätzen.
Er ist verheiratet mit Lucia Calboli-Montefusco, Professorin für Rhetorik an der Universität Bologna, und Vater von drei erwachsenen Söhnen.

## Veröffentlichungen (Auswahl)
- Studi grammaticali. Bologna: Zanichelli 1962.
- Cornificiana 2: L’autore e la tendenza politica della Rhetorica ad Herennium. In: Atti della Accademia delle Scienze dell'Istituto di Bologna, Cl. di Scienze Morali 51/52, 1963/1964, 1–114.
- I modi del verbo greco e latino 1903–1966. In: Lustrum 11, 1966, 173–349.
- Cornifici	Rhetorica ad C. Herennium. Introduzione, Testo Critico, Commento. Bologna 1969, XII + 498 S.
- La	linguistica moderna e il latino: i casi, Bologna: Pàtron 1972.
- L’oratore M. Antonio e la Rhetorica ad Herennium. In: GIF n.s. III (XXIV) (1972) 120–177.
- Die	Entwicklung der klassischen Sprachen und die Beziehung zwischen Satzbau, Wortstellung und Artikel. In: Indogermanische Forschungen 83, 1978, 197–261.
- Marci Porci Catonis Oratio pro Rhodiensibus. Catone, l’Oriente Greco e gli Imprenditori Romani. Introduzione, Edizione Critica dei Frammenti, Traduzione Ital. e commento Verlag Patron, Bologna 1978.
- La retorica preciceroniana e la politica a Roma. In: Entretiens Fondation Hardt 28, 1982, 41–108.
- Nota di aggiornamento a Eduard Norden, „La Prosa d’Arte Antica“. Italienische Übersetzung Rom 1986, 971–1185.
- (Hrsg.): Subordination and other topics in Latin. Amsterdam & Philadelphia: Benjamins 1989.
- mit G. Moroni. Grammatica Italiana. Bologna 1989 (XIV + 726 S.).
- (Hrsg.). Latin vulgaire – Latin tardif II. Tübingen: Niemeyer.
- Über das Lateinische: Vom Indogermanischen zu den romanischen Sprachen. Tübingen: Niemeyer 1997.
- „Le Senatus Consultum de Cn. Pisone patre, quelques considérations linguistiques“: B. Bureau & Ch. Nicolas (Hgg.), Moussyllanea,	Mélanges de Linguistique et de Littérature anciennes offerts à Claude Moussy. Peeters, Louvain-la-Neuve 1998, 113–126.
- mit L. Montefusco. Quintiliano y su esquela. Logroño 2002.
- (Hrsg.). Lingua Latina! Papers on Grammar IX. 2 Bde. Rom: Herder 2005.
- Die	Modi des griechischen und lateinischen Verbums 1966–2010. In: Lustrum 53: 9–150, 54: 7–207.
- Cornifici seu Incerti Auctoris, Rhetorica ad C. Herennium (=  Sammlung wissenschaftlicher Commentare). De Gruyter, Berlin und Boston 2020.